# Рышинский
Рышинский — упразднённый хутор в Урюпинском районе Волгоградской области России. На момент упразднения входил в состав. Верхнебезымяновского сельского поселения. Исключен из учётных данных в 2013 году.

## География
Хутор находится в пределах Калачской возвышенности, в вершине балки Ореховой. Почвы — лугово-чернозёмные и чернозёмы обыкновенные.
На расстоянии примерно 3,5 км по прямой юго-востоку от хутора Нижнеантошинский. 

## Население
| 2002 | 2010 |
| ---- | ---- |
| 52   | ↘0   |

Национальный состав
Согласно результатам переписи 2002 года, в национальной структуре населения русские составляли 94 % населения.